# Noureddine Bouyahyaoui
Noureddine Bouyahyaoui (en árabe: نور الدين البويحياوي‎; Kenitra, Marruecos, 7 de enero de 1955) es un exfutbolista de Marruecos que jugaba en la posición de defensa.

## Carrera

### Club
Jugó toda su carrera con el KAC Kenitra de 1971 a 1989 donde fue campeón de liga en cinco ocasiones y elegido mejor defensa de Marruecos cinco veces.

### Selección nacional
Jugó para Marruecos en 48 ocasiones de 1979 a 1986, participó en la Copa Mundial de Fútbol de 1986, los Juegos Olímpicos de Los Ángeles 1984, los Juegos Mediterráneos de 1983 y la Copa Africana de Naciones 1986.

## Logros

### Club
- Botola (3): 1972/73, 1980/81, 1981/82

### Selección nacional
- Juegos Mediterráneos (1): 1983